# Amihai Ayalon
Amihai Ayalon, detto Ami (in ebraico עמיחי איילון‎?; Tverya, 27 giugno 1945), è un ex politico e generale israeliano membro del Knesset per il Partito Laburista Israeliano, arrivato secondo alle elezioni per determinare il capo del suo partito (dopo Ehud Barak) nel 2007 ed eletto ministro senza portafoglio nel settembre dello stesso anno. Durante la sua carriera militare invece fu capo dello Shin Bet e della marina militare israeliana.

## Biografia
Ami Ayalon è nato a Tiberiade, in Israele, ed è cresciuto nel kibbutz di Ma'agan. I suoi genitori (la madre andò giovane a studiare a Gerusalemme, mentre il padre Yitzhak era uno dei fondatori di Ma'agan) arrivarono nel mandato britannico della Palestina negli anni trenta. Ayalon si laureò all'università Bar-Ilan con lode nel 1980. Dodici anni dopo ricevette un Master of Public Administration dalla John F. Kennedy School of Government di Harvard. È sposato e padre di tre figli.

### Sicurezza nazionale e servizio militare
Ayalon ha prestato servizio come militare interamente nella marina militare israeliana (Heil HaYam HaYisraeli). Venne arruolato nel 1963 e riuscì ad entrare volontario nella Shayetet 13, l'unità di forze speciali della marina. Nel 1969, Ayalon venne decorato con la Medaglia al Valore, il più alto riconoscimento israeliano, per aver guidato l'operazione Bulmus 6 (l'assalto diretto contro l'Isola Verde egiziana in cooperazione con il Sayeret Matkal). Nel 1979 Ayalon venne nominato comandante dello Shayetet 13 e ricevette una nuova decorazione, stavolta per aver diretto una lunga serie di operazioni militari senza perdite umane.
Con il grado di maggior generale servì in qualità di capo di Stato Maggiore della marina israeliana dal 1992 al 1996. Proprio all'inizio del mandato, Ayalon insignì l'italiano Fiorenzo Capriotti, già militare del regime fascista, con il grado di "comandante onorario" della Shayetet 13 per aver addestrato i suoi uomini alle tattiche usate dalla Xª Flottiglia MAS durante la seconda guerra mondiale.
In seguito all'assassinio di Yitzhak Rabin avvenuto nel 1995, Ayalon si ritrovò a coprire il posto di capo dello Shin Bet, il servizio segreto israeliano, che mantenne sino al 2000.

### Attività di pace
Il 25 giugno 2003 Ayalon ha lanciato, assieme al professore palestinese Sari Nusseibeh, un'iniziativa di pace chiamata "La voce del popolo". Obiettivo dell'iniziativa è raccogliere più firme possibile, sia israeliane che palestinesi, per supportare una soluzione dei due stati senza l'obbligo di ritornare al proprio paese d'origine per i profughi palestinesi.
Il 14 novembre 2003, Ami Ayalon e altri tre ex direttori dello Shin Bet (Avraham Shalom, Yaakov Peri e Carmi Gillon) rilasciarono un'intervista al tabloid israeliano Yedioth Ahronoth basata sulle carte scritte da Ayalon e Nusseibeh. I tre avvertirono tramite i giornalisti Alex Fishman e Sima Kadmon il proprio paese che gravava su di esso un'incombente catastrofe con la conseguente necessità di redigere immediatamente un accordo con la Palestina. Mentre l'iniziativa ha ricevuto apprezzamenti da molte persone, numerosi siti web e giornali pubblicarono solo stralci del discorso, diluendo così l'effetto internazionale di un atto definito "storico" dai suoi partecipanti.
Nonostante Ayalon abbia idee di sinistra, politicamente parlando, egli insiste di non far parte di questo schieramento e rifiuta i movimenti di pace del suo paese a favore dei paesi arabi confinanti a causa della sua avversione verso gli insediamenti israeliani. Ayalon infatti ha disertato numerose iniziative di pace della sinistra affermando che solo Ariel Sharon e il Likud possono riportare la serenità nei luoghi colpiti dal conflitto.
Ha partecipato alla manifestazione chiamata "Mateh HaRov" volta al ritiro delle truppe israeliana dalla striscia di Gaza e ha rivolto dure parole contro i suoi avversari:
« Noi, che stiamo protestando qui, non siamo riusciti a raccogliere la maggioranza della popolazione. La maggioranza è silenziosa e per di più non ha influenza. Vi dirò perché la maggioranza non è qui. Loro non sono qui perché non siamo riusciti ad entrare nei loro cuori, nei cuori di quella maggioranza che fa la differenza. Non siamo riusciti a parlargli e forse non vogliamo farlo. Abbiamo trasformato i coloni di Yesha in nemici e in maniera prepotente li abbiamo relegati in periferia. Noi vogliamo solo fare in modo che il dolore degli evacuati superi il pianto gioso degli evacuatori. Abbiamo rivendicato il desiderio di pace unicamente come nostro. La maggioranza sta seduta a casa ed è tranquilla, nonostante voglia l'uscita dei soldati da Gaza come lo vogliamo noi. Alla maggioranza non interessa, e non vuole interessarsi, al fatto che le persone firmano accordi per la fine del conflitto israelo-palestinese. Per uscire da Gaza, la maggioranza del popolo deve non essere silenziosa. »
Nel 2006 Ayalon ha occupato una casa del villaggio palestinese di Ijzim, evacuato nel 1948.

### Carriera politica

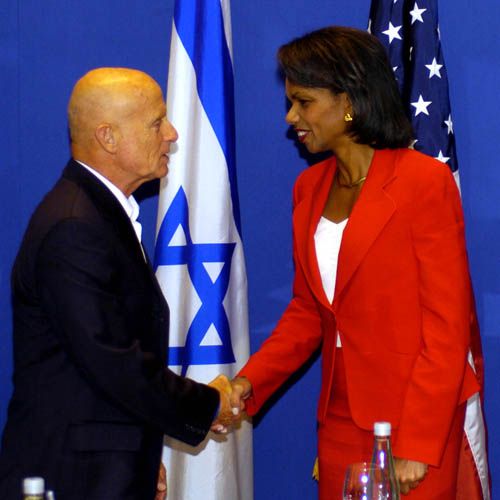
Ayalon con il 66º Segretario di Stato degli Stati Uniti, Condoleezza Rice, in una foto scattata a Gerusalemme nel 2007

Nel 2006 Ayalon è stato eletto nel Knesset mentre era con il Partito Laburista Israeliano, ma non gli fu assegnata nessuna posizione all'interno del gabinetto di governo quando i laburisti si unirono con Kadima.
Alla fine del maggio 2007 Ayalon era uno dei due candidati alla leadership del suo partito in vista delle elezioni primarie. In precedenza, nel gennaio dello stesso anno, i sondaggi lo vedevano come probabile vincitore della competizione seguito da Ehud Barak. Quattro giorni prima del voto, il 25 maggio, Ayalon era ancora in testa con quattro punti di vantaggio sul rivale Barak. Si andò comunque al ballottaggio il 12 giugno e alla fine vinse Barak con il 51,3% dei voti.
Nel settembre 2007 Ayalon entrò nel governo come ministro senza portafoglio e più tardi fece parte del gabinetto per la sicurezza nazionale. È stato anche presidente della commissione del controllo statale divenendo così responsabile della vigilanza sul rispetto delle istruzioni impartite dal parlamento alle truppe impegnate nella guerra del Libano.
Il 16 novembre 2008, Ayalon annunciò di voler lasciare il Partito Laburista per abbracciare il partito religioso Meimad anche se in effetti non lo ha più fatto, perdendo comunque la sedia al parlamento dopo le elezioni legislative israeliane del 2009.